# تپه باغبانان ۲
تپه باغبانان ۲ مربوط به قرون میانی اسلامی است و در شهرستان خرم‌آباد، بخش پاپی، دهستان گریت، ۲۰۰ متری شمال غربی روستای پری مرده واقع شده و این اثر در تاریخ ۸ بهمن ۱۳۸۵ با شمارهٔ ثبت ۱۷۰۱۴ به عنوان یکی از آثار ملی ایران به ثبت رسیده است.